# Manuel Ammann

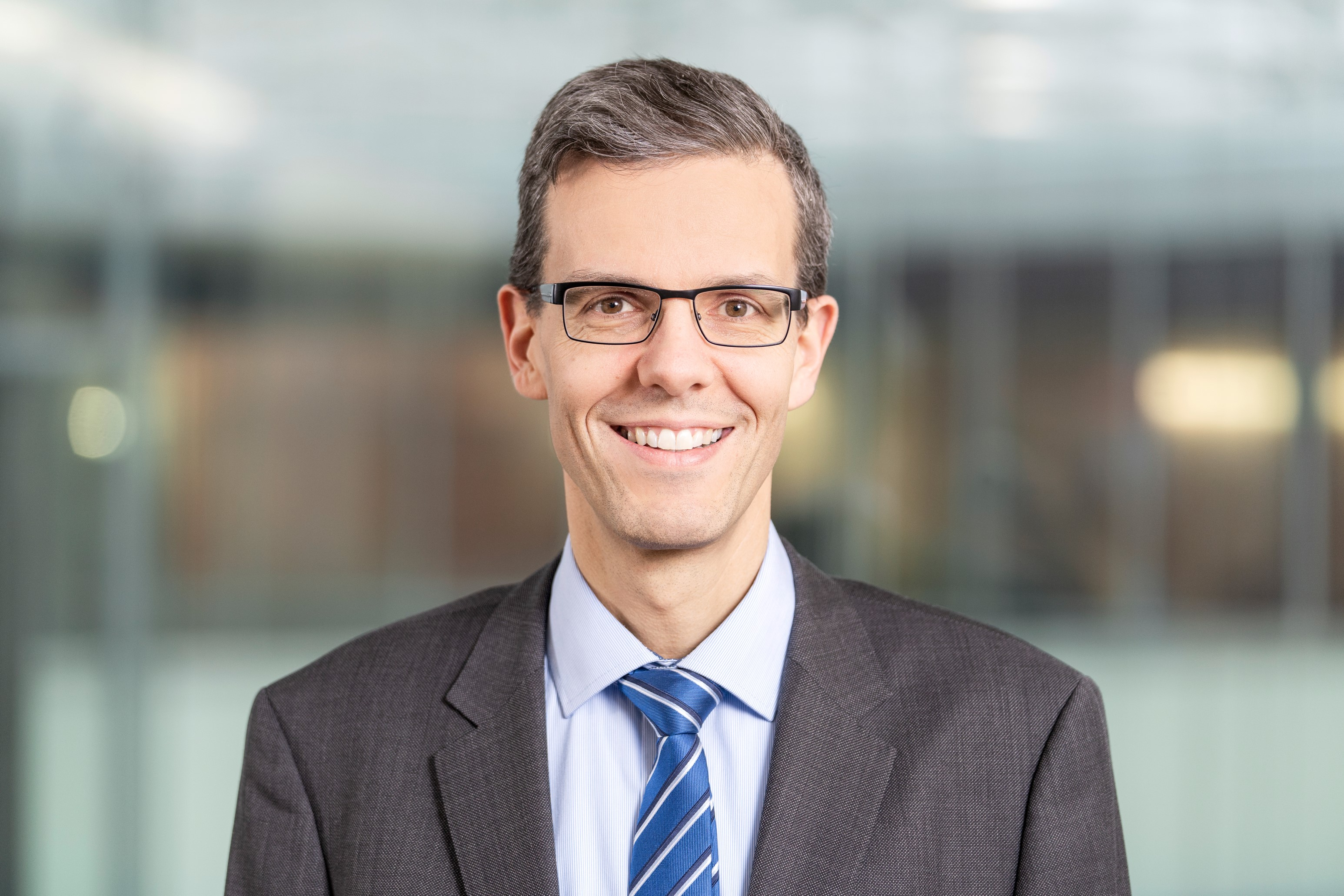
Manuel Ammann (2023)

Manuel Max Ammann (* 9. Februar 1970) ist ein Schweizer Ökonom und Professor für Finance an der Universität St. Gallen. Seit Februar 2024 ist er Rektor der Universität St. Gallen.

## Leben
Manuel Ammann studierte Informatik an der Simon Fraser University in Kanada und promovierte 1998 an der Universität St. Gallen in Volkswirtschaft. Im Anschluss war er Postdoktorand an der Stern School of Business der New York University, Dozent an der Universität St. Gallen und Assistenzprofessor an der University of California, Berkeley. Seit 2003 ist er Lehrstuhlinhaber für Finance an der Universität St. Gallen und leitet den Master in Banking and Finance (MBF), eines der weltweit renommiertesten Masterprogramme in Finance und das führende im deutschsprachigen Raum. Er war Direktor am Schweizerischen Institut für Banken und Finanzen sowie Mitglied des Verwaltungsrats der St. Galler Kantonalbank und Verwaltungsratspräsident der Neue Bank AG Liechtenstein. Im Zuge seiner Amtsübernahme als Rektor hat er seine Verwaltungsratsmandate niedergelegt.
Manuel Ammann war Herausgeber der Zeitschrift Financial Markets and Portfolio Management und von 2015 bis 2019 Dekan der School of Finance der Universität St. Gallen. 2022 wurde er zum neuen Rektor der Universität St. Gallen gewählt mit Amtsantritt per 1. Februar 2024.

## Publikationen (Auswahl)
- Option-implied Value-at-Risk and the cross-section of stock returns, Review of Derivatives Research, 22(3), 2019, S. 449–474, mit Alexander Feser.
- The Impact of the Morningstar Sustainability Rating on Mutual Fund Flows, European Financial Management, 25(3), 2018, S. 1-34, mit Christopher Bauer, Sebastian Fischer und Philipp Müller.
- Characteristics-based Portfolio Choice with Leverage Constraints, Journal of Banking and Finance, 70(9), 2016, S. 23–37, mit Guillaume Coqueret und Jan-Philip Schade.
- Competing with Superstars, Management Science, 62(10), 2016, S. 2842–2858, mit Philipp Horsch und David Oesch.
- Variance Risk Premiums in Foreign Exchange Markets, Journal of Empirical Finance, 23, 2013, S. 16–32, mit Ralf Buesser.